# Писцово Новое

Писцово Новое — деревня в Вичугском районе Ивановской области. Находится в 25 км к востоку от г. Вичуга.

## История
В XIX — первой четверти XX века деревня входила в состав Воскресенской волости Юрьевецкого уезда Костромской губернии, с 1918 года — Иваново-Вознесенской губернии.
С 1931 года деревня входила в состав Троицкого сельсовета Вичугского района Ивановской области, с 1975 года — в составе Семеновского сельсовета, с 2005 года — в составе Сошниковского сельского поселения.

## Население
| 1872 | 1897 | 1907 | 2002 | 2010 |
| ---- | ---- | ---- | ---- | ---- |
| 223  | ↗273 | ↗326 | ↘68  | ↘26  |

## Знаменитые люди
Плаутин, Николай Фёдорович (1794—1866) — выдающийся военачальник и государственный деятель Российской империи; генерал от кавалерии (1856), генерал-адъютант (1849), член Государственного Совета (с 1862), военный реформатор (1856—1862); кавалер всех российских орденов.

## Достопримечательности
Троицкая церковь в урочище Троица в 1,5 км на юго-запад от деревни.